# Boloceropsis platei
Boloceropsis platei is een zeeanemonensoort uit de familie Actiniidae.
Boloceropsis platei is voor het eerst wetenschappelijk beschreven door McMurrich in 1904.